# Iain Paxton
Iain Angus McLeod Paxton (Dunfermline, 29 de diciembre de 1957) es un exjugador británico de rugby que se desempeñaba como octavo.

## Selección nacional
Fue convocado al XV del Cardo por primera vez en junio de 1981 para enfrentar a los All Blacks y disputó su último partido en noviembre de 1988 ante los Wallabies. En total jugó 36 partidos y marcó cinco tries para un total de 20 puntos (un try valía 4 puntos por aquel entonces).

### Participaciones en Copas del Mundo
Solo disputó una Copa del Mundo; Nueva Zelanda 1987 donde los escoceses fueron derrotados en cuartos de final por los eventuales campeones del torneo; los All Blacks. Paxton jugó todos los partidos y marcó un doblete ante los Welwitschias.
| Mundial                       | Sede          | Resultado        | PJ | Tries |
| ----------------------------- | ------------- | ---------------- | -- | ----- |
| Copa Mundial de Rugby de 1987 | Nueva Zelanda | Cuartos de final | 4  | 2     |

## Leones Británicos
Fue convocado a integrar el plantel de los British and Irish Lions para participar de la Gira de Nueva Zelanda 1983 donde jugó todos los test matches. Más tarde en 1986, fue seleccionado de nuevo a los Lions para disputar el primer partido del Centenario de la World Rugby y también jugó el segundo partido del evento; que enfrentó al hemisferio norte contra el sur.

## Palmarés
- Campeón del Torneo de las Seis Naciones de 1984 con Grand Slam.